# Istocheta luteiceps
Istocheta luteiceps är en tvåvingeart som först beskrevs av Louis-Paul Mesnil 1963.  Istocheta luteiceps ingår i släktet Istocheta och familjen parasitflugor. Inga underarter finns listade i Catalogue of Life.